# Liste von Trägern des Bundesverdienstkreuzes 1. Klasse
Großkreuz |
Großes Verdienstkreuz mit Stern und Schulterband |
Großes Verdienstkreuz mit Stern |
Großes Verdienstkreuz |
Verdienstkreuz 1. Klasse |
Verdienstkreuz am Bande |
Verdienstmedaille
In dieser Liste sind einige Träger des Verdienstordens der Bundesrepublik Deutschland in der Stufe Verdienstkreuz 1. Klasse mit kurzen Angaben zur Person aufgeführt.
Hinweis: Aufgrund der hohen Zahl der Träger ist in den Stufen Verdienstkreuz 1. Klasse, Verdienstkreuz am Bande und Verdienstmedaille eine vollständige Auflistung der Träger nicht angestrebt, vielmehr werden nur Träger mit Wikipedia-Artikel hier eingetragen.

## A
- Jürgen Abeler, Kunstsammler (1998)
- Hans Abich, Filmproduzent und Rundfunkpublizist (1988)
- Hubert Abreß, Staatssekretär (2003)
- José Antonio Abreu, venezolanischer Musiker, Volkswirt und Rechtswissenschaftler (2005)
- Karl Heinz Abshagen, Germanist (1958)
- Ernst Achilles, Feuerwehrfunktionär (1990)
- Ann-Kristin Achleitner, Wirtschafts- und Rechtswissenschaftlerin (2014)
- Lea Ackermann, Ordensschwester (1996)
- Claus von Aderkas, Pastor (1984)
- Götz Adriani, Kunsthistoriker (2008)
- Willi Aengevelt, Immobilienmakler (1988)
- Ernst-Günter Afting, Biochemiker (2004)
- Friedrich Wilhelm Ahnefeld, Anästhesist (1999)
- Adolf Ahrens, Unternehmer und Politiker (1963)
- Ferry Ahrlé, Künstler (1985)
- Hans Albert, Soziologe (2008)
- Alois Albrecht, Generalvikar des Erzbistums Bamberg (2006)
- Dieter Albrecht, Historiker
- Robert Alexy, Rechtsphilosoph und Staatsrechtslehrer (2010)
- Géza Alföldy, Althistoriker (2002)
- Hans Günther van Allen, Bürgermeister (2004)
- Gerhardt Alleweldt, Weinbauexperte (1982)
- Carl Allmann, Landrat (1969)
- Jutta Allmendinger, Soziologin (2013)
- Wolfgang Altendorf, Schriftsteller (1981)
- Curt Altmann, Unternehmer (1953)
- Hanns Altmeier, Künstler (1971)
- Peter Altmeyer, Dermatologe (1998)
- Josef Ambacher, Verbandspräsident
- Axel von Ambesser, Autor, Regisseur, Schauspieler (1975)
- Heinrich Ambrosius, Politiker (1959)
- Carl Amery, Schriftsteller (1987)
- Gerd Andres, Bundestagsabgeordneter und Parlamentarischer Staatssekretär (2007)
- Sabine Andresen, Hochschullehrerin und Vorsitzende des Deutschen Kinderschutzbundes (2023)
- Peter Aniol, Politiker (1992)
- Wolfgang Apel, Tierschützer (2005)
- Karl Appelmann, Politiker (SPD) (1978)
- Sigrid Arnade, Tierärztin (2010)
- Fritz Arens, Denkmalpfleger (1977)
- Jens Arlt, Brigadegeneral (2021)
- Dietrich Arndt, Mediziner (2007)
- Heinz Ludwig Arnold, Publizist (2011)
- Hermann Arnold, Fabrikant (1951)
- Dietmar Artzinger-Bolten, Präsident des 1. FC Köln (2005)
- Hermann Ulrich Asemissen, Philosoph und Kunsthistoriker (1980)
- Jan Assmann, Ägyptologe (2006)
- Wolfgang Assmann, Politiker (CDU) (2010)
- Seyran Ateş, Frauenrechtlerin (2014)
- Leonore Auerbach, Politikerin (SPD) und Lehrerin (1995)
- Winfried Aufenanger, Leichtathletiktrainer (2021)
- Dietrich Austermann, Politiker (2006)
- Monika Auweter-Kurtz, Physikerin und Hochschullehrerin (2006)

## B
- Kunigunde Bachl, Politikerin (1993)
- Rudolf Bachmann, Politiker (1982)
- Berthold Bahnsen, Politiker (1971)
- Walter Baier, Unternehmer (1995)
- Peter Bailly, Politiker (SPD) (1971)
- Nouhou Bako, nigrischer Offizier
- Bernhard Balkenhol, Politiker (CDU) (1972)
- Hermann Balle, Verleger (2013)
- Franz Ballhorn, Widerstandskämpfer
- Friedrich Bär, Wissenschaftler (1973)
- Günter Barié, Manager (1968)
- Miguel Barnet, kubanischer Schriftsteller (2004)
- Werner Bartels, Industriemanager (1997)
- Ernst Barten, Unternehmer (1954)
- Kurt Barthel, Generalmajor (1987)
- Barbara Bartos-Höppner, Kinderbuchautorin (1999)
- Friedrich L. Bauer, Informatikpionier (1982)
- Josef Werner Bauer, Landrat des Landkreises Neumarkt in der Oberpfalz
- Willy Bauer, Naturschützer (1990)
- Mary Bauermeister, Bildende Künstlerin und Gartengestalterin (2020)
- Georg Bautzmann, Brigadegeneral (1988)
- Rudolf Bayer, Informatiker (1999)
- Julius Baum, Kunsthistoriker (1952)
- Helmut Baumgarten, Wissenschaftler (2003)
- Lothar Bäumler, Unternehmer (1988)
- Theodor Baums, Jurist (2007)
- Gilbert Bécaud, französischer Chansonnier (1973)
- Hans Dieter Beck, Verleger (1989)
- Marieluise Beck, Politikerin (Bündnis 90/Die Grünen) (2022)
- Franz Becker, Politiker (1976)
- Günther Becker, Entomologe (1975)
- Jurek Becker, Schriftsteller (1992)
- Karl Becker, Politiker (SPD) (1972)
- Paul Gert von Beckerath, Volkswirtschaftler (1997)
- Werner Beierwaltes, Philosoph und Hochschullehrer (1998)
- Konrad Beikircher, Kabarettist (2012)
- Elly Beinhorn, Flugpionierin (1991)
- Esther Bejarano, Vorsitzende des Internationalen Auschwitz-Komitees (2008)
- Friedrich Bender, Geologe (1984)
- Wilhelm Bender, Manager (2024)
- Hans Benirschke, Journalist (1991)
- Jack O. Bennett, Luftbrückenpilot (1964)
- Alain Bensoussan, französischer Mathematiker (2003)
- Iris Berben, Schauspielerin (1998)
- Dietrich Berg, Arzt
- Senta Berger, Schauspielerin (1999)
- Friedrich Wilhelm Bergien, Brigadegeneral (1971)
- Christine Bergmann, Politikerin (2011)
- Burckhard Bergmann, Manager (2008)
- Karl-Friedrich Beringer, Dirigent (1986)
- Horst Egon Berkowitz, Rechtsanwalt (1961)
- Johann Philipp von Bethmann, Bankier (1991)
- Viola von Bethusy-Huc, Politikwissenschaftlerin (2010)
- Ulrich Bettermann, Unternehmer (2012)
- Friedhelm Julius Beucher, Politiker (2017)
- Harald Bielfeld, Diplomat (1960)
- Hans Bierbrauer (genannt Oskar), Zeichner, Karikaturist und Maler (1998)
- Hans Biller, Konstrukteur und Ingenieur bei Bing, Spielwarenfabrikant (1962)
- Heinz Billing, Physiker und Informatiker (2015)
- Wilhelm Bing, Verleger (2004)
- Paul Bispinck, Forstmann (1964)
- Karl Oskar Blase, Grafiker (1998)
- Walter Bleicker, Unternehmer
- Werner H. Bloss, Physiker und Ingenieurwissenschaftler (1990)
- Martin Blümcke, Journalist und Heimatforscher (2012)
- Claus Victor Bock, Germanist und Dichter (1984)
- Wilhelm von Boddien, Kaufmann. Gründer des Förderverein für den Wiederaufbau des Berliner Schlosses (2014)
- Arndt Bode, Informatiker (2018)
- Arnold Bode, Begründer der documenta Kassel (1974)
- Christian Bode, Wissenschaftsmanager (2013)
- Alfred Boeddeker, amerikanischer Franziskaner (1958)
- Max Hildebert Boehm, Politiker, Soziologe und Publizist (1956)
- Antje Boetius, Meeresbiologin (2019)
- Horst Bökemeier, MdL Hessen (2007)
- Fritz Böhmer, Landrat (1970)
- Gerhardt Böhmig, Marineoffizier (1969)
- Reinhold Bohlen, Theologe (2010)
- Michael Bohnet, Wirtschaftswissenschaftler (2002)
- Ursula Bolte, Landtagsabgeordnete und Landrätin (2023)
- Otto Friedrich Bollnow, Philosoph und Pädagoge (1983)
- Emmi Bonhoeffer, Widerstandshelferin (1954)
- Karl Gerhard Bornmann, Polizeioberkommissar (1977)
- Stefan R. Bornstein, Mediziner (2018)
- Ulrich Borsdorf, Historiker (2010)
- Knut Borchardt, Wirtschaftshistoriker
- Helene Freifrau von Bothmer, Museumskuratorin (1989)
- Jürgen Böttcher (Strawalde), Filmregisseur und Maler (2001)
- Constantin von Brandenstein-Zeppelin, ehrenamtlicher Präsident des Malteser Hilfsdienstes (2005)
- Uwe Brandl, Politiker (CSU), Bürgermeister und Präsident des Bayerischen Gemeindetages (2007)
- Horst Brandstätter, Unternehmer (2008)
- Henry G. Brandt, Rabbiner, Präsident des Deutschen Koordinierungsrates (2008)
- Egidius Braun, Präsident des Deutschen Fußball-Bundes (1985)
- Franz Braun, Politiker (CDU) und Landrat (1965)
- Ludwig Georg Braun, Unternehmer (1990)
- Artur Brauner, Filmproduzent (1993)
- Beppo Brem, Schauspieler (1983)
- Rudi Brehm, Gewerkschaftsfunktionär (1985)
- Carsten Breuer, Offizier (2022)
- Pierre Brice, französischer Schauspieler (1992)
- Fritz Brickwedde, Generalsekretär DBU (2004)
- Fritz Bringmann, Ehrenpräsident der Internationalen Lagergemeinschaft des KZ Neuengamme (2000)
- Albrecht Broemme, Präsident des Technisches Hilfswerks (2020)
- Anneliese Brost, Verlegerin (2008)
- Hinrich Brunckhorst, Landrat und Landtagsabgeordneter
- Dominik Brunner, Geschäftsmann (posthum 2009)
- Manfred Bruns, Bundesanwalt am Bundesgerichtshof (1994)
- Ignatz Bubis, Vorsitzender des Zentralrat der Juden in Deutschland (1992)
- Elisabeth Bubolz-Lutz, Geragogin und Hochschullehrerin (2023)
- Eberhard Buchborn, Mediziner und Hochschullehrer
- Hans Buchheim, Politikwissenschaftler (1986)
- Dorothea Buck, Autorin, Bildhauerin und Aktivistin der Bewegung Psychiatrie-Erfahrener (1997)
- Werner Buckel, Physiker, (1990)
- Gert Buchheit, Historiker (1970)
- Josef Buchmann, Unternehmer und Mäzen (2023)
- Wilhelm Buddenberg, Landtagsabgeordneter (CDU)
- Clémence Budow, Rundfunkpionierin und Politikerin
- Hans Buhmann, Politiker (1992)
- Hans-Jörg Bullinger, Institutsleiter (2003)
- Otto von Bülow, Kapitän zur See (1969)
- Hubert Burda, Kunsthistoriker und Verleger (1997)
- Stefan Burdach, Kinderonkologe
- Heinz Burghart, Journalist, Buchautor und Chefredakteur des Bayerischen Rundfunks
- Erwin Burkard, Politiker (1984)
- Felix Busse, Rechtsanwalt (1992)
- Walther Busse von Colbe, Wirtschaftswissenschaftler (2009)
- Hellmuth Butenuth, Automobilhersteller (1974)
- Irene Butter, Holocaust-Überlebende, Wirtschaftswissenschaftlerin und Hochschullehrerin (2024)
- Kirsten Boie, Schriftstellerin und Literaturwissenschaftlerin (2011)

## C
- Clemens Cammerer, Verwaltungsjurist (1952)
- Wilhelm Canenbley, Agrarfunktionär (1962)
- Claus von Carnap-Bornheim, Archäologe (2018)
- Rudi Carrell, niederländischer Showmaster (1985)
- Ursula Carls, Unternehmerin und Stiftungsgründerin (2011)
- Edith Carstensen, Künstlerin und Stiftungsgründerin (2003)
- Bodo Champignon, Politiker (SPD) (2006)
- Niels Lund Chrestensen, Manager (2010)
- Sandra Ciesek, Virologin (2023)
- August Claas, Unternehmer (1952)
- Lars Clausen, Soziologe (1998)
- Kurt Collien, Konzertagent und Theaterleiter (1967)
- Helmut Cox, Wirtschaftswissenschaftler (2004)
- Tony Cragg, Bildhauer (2012)
- Gerd Crüger, Agrarwissenschaftler (1995)
- Klaus Cichutek, Biochemiker, Präsident des Paul-Ehrlich-Instituts (2024)
- Christa Czempiel, Politikerin (1990)

## D
- Keyvan Dahesch, Journalist (1996)
- György Dalos, ungarischer Schriftsteller (2015)
- Heinrich Dammann, Unternehmer (1980)
- Alois Dauenhauer, Politiker (1989)
- Barbara Dauner-Lieb, Juristin und Hochschullehrerin (2021)
- Wolfgang Dauner, Filmkomponist und Jazzpianist (2005)
- Manfred David, Politiker (1989)
- Harald Deilmann, Architekt (1970)
- Friedrich Deinhardt, Mediziner, Mikrobiologe, Virologe und Hochschullehrer (1992)
- Hans-Raimund Deppe, Physiker und Manager (2010)
- Udo Derbolowsky, Mediziner (1984)
- Hans Derben, Politiker
- Jupp Derwall, Fußballspieler und -trainer (1989)
- Patrick Desbois, Priester (2023)
- Werner D’hein, Journalist (2011)
- Ernst Dickmanns, Robotiker und Hochschullehrer (2022)
- Harro Dicks, Opernregisseur (1981)
- Josef Dierkes, Politiker (1997)
- Friedrich Dieckmann, Schriftsteller (1993)
- Wolf Günther Dieffenbach, Sportfunktionär (2003)
- Volker Diehl, Mediziner (2008)
- Emmy Diemer-Nicolaus, Politikerin (1968)
- Meta Diestel, Kammersängerin
- Anton Dieterich, Autor und Übersetzer (1984)
- Dan Diner, deutsch-israelischer Historiker (2024)
- Wilhelm Disselbeck, Arzt und Standespolitiker
- Claus Dittrich, Unternehmer (2002)
- Carl Dobler, Agrarpolitiker (1980)
- Alexander Dobrindt, Politiker (2024)
- Klaus Dörner, Psychiater (2000)
- Martin Döscher, Politiker (2012)
- Max Dohmann, Ingenieurwissenschaftler (2006)
- Günther Dohmen, Erziehungswissenschaftler (1994)
- Andreas Raymond Dombret, deutsch-amerikanischer Wirtschaftswissenschaftler und Bankmanager (2024)
- Hilde Domin, Lyrikerin des 20. Jahrhunderts, Exilliteratin (1983)
- Jakob Dörr, Bürgermeister
- Ernst Dossmann, Architekt und Kreisheimatpfleger (2007)
- Hans-Alexander Drechsler, Landtagsabgeordneter
- George Dreyfus, Komponist (2002)
- Christian Drosten, Virologe (2020)
- Berthold Dücker, Journalist (2009)
- Albrecht Dümling, Musikwissenschaftler (2021)
- Joseph Dünnebacke, Politiker (1953)
- Willy Dürr, Journalist und Politiker (1959)
- Karl-Rüdiger Durth, Theologe und Journalist (2004)

## E
- Fritz Ebbert, Manager, Bayerischer Senator (1974)
- Hans-Wilhelm Ebeling, Pfarrer (1998)
- Friedrich Ebert, Historiker (1956)
- Werner Eck, Althistoriker (2021)
- Günter Ecker, Physiker und Hochschullehrer (2006)
- Max W. Eckert, Sportfunktionär (1957)
- Kurt Edelhagen, Jazzmusiker (1973)
- Sven Effert, Kardiologe
- Heinz Eggert, Pastor und Politiker (1992)
- Bernd Ehinger, Handwerkskammernpräsident (2010)
- Wilhelm Ehmann, Musikwissenschaftler und Kirchenmusiker (1969)
- Hans Friedrich von Ehrenkrook, Genealoge und Adelsrechtler (1958)
- Maximilian Ehrenstein, Biochemiker (1966)
- Werner Ehrlicher, Wirtschaftswissenschaftler (1989)
- Wolfgang Eichwede, Historiker (2003)
- Josef Eilles, Reichsgerichtsrat (1953)
- Paul Eipper, Schriftsteller (1956)
- Josef Eisenburg, Arzt (1988)
- Lothar Eißmann, Geologe (2015)
- Axel Ekkernkamp, Chirurg und Politiker (2007)
- Hans Elsässer, Astronom (1994)
- Frank Elstner, Fernsehshowmaster (2017)
- Alexander von Elverfeldt, Land- und Forstwirt, Verbandsfunktionär und Autor (1992)
- Erika Emmerich, Juristin und Managerin (1997)
- Roland Emmerich, Filmemacher (1998)
- José Luís Encarnação, Informatiker (1995)
- Hinrich Enderlein, Politiker (2006)
- Michael Endres, Manager (2015)
- Volker Engel, Visual Effects Supervisor und Filmproduzent (1998)
- Heiko Engelkes, Journalist (2005)
- Astrid Epiney, deutsch-schweizerische Rechtswissenschaftlerin und Hochschullehrerin (2023)
- Rainer Eppelmann, Politiker (1994)
- Eva Erben, Schriftstellerin und Holocaust-Überlebende (2025)
- Erland Erdmann, Kardiologe (2006)
- Hermann Erdlen, Komponist (1963)
- Stephan Erfurt, Fotograf (2023)
- Wolfgang Erhardt, Marineoffizier (1965)
- Kurt Ernsting, Unternehmer und Mäzen (2008)
- Reinhard Erös, Arzt (2006)
- Albin Eser, Jurist und Strafrechtswissenschaftler (2004)
- Bernhard Everke, Oberbürgermeister (2005)
- Walter Eversheim, Maschinenbauingenieur und Hochschullehrer (2009)
- Klaus Evertz, Politiker (1991)
- Evmenios von Lefke, Bischof (1995)
- Karl Eyerkaufer, Sportler und Politiker (2005)

## F
- Philipp W. Fabry, Historiker (1984)
- Brigitte Fassbaender, Sängerin (2001)
- Gisela Fechner, Politikerin (1985)
- Lisa Federle, Ärztin (2020)
- Josef Feger, Politiker (CDU), Oberbürgermeister von Leutkirch im Allgäu
- Michael Felke, Unternehmer (1965)
- Heinz Fenrich, Politiker (CDU), Oberbürgermeister von Karlsruhe (2013)
- Antal Festetics, Zoologe, Verhaltensforscher, Wildbiologe und Naturschützer (1998)
- Heinrich Festing, Theologe, Generalpräses des Internationalen Kolpingwerk (1998)
- Berndt Feuerbacher, Physiker (2010)
- Günther Fielmann, Unternehmer (2000)
- Otto Fink, Politiker (CDU), Bürgermeister von Tuttlingen (1959)
- Dieter Finzel, Rechtsanwalt und Kammerfunktionär (2010)
- Rüdiger Fikentscher, Politiker (SPD) (2009)
- Dirk Fischer, Politiker (CDU) (1994)
- Hermann Fischer, Tierfotograf (1963)
- Klaus Fischer, Unternehmer (2007)
- Manfred Fischer, Pfarrer (2013)
- Werner Fischer, Bürgerrechtler (1995)
- Werner Fischer, Goldschmied und Künstler (1999)
- Hellmut Fischmeister, österreichischer Metallurg (1997)
- Lisa Fittko, österreichische Widerstandskämpferin (1986)
- Hagen Fleischer, deutsch-griechischer Historiker (2018)
- Marianne Foerster, Landschaftsarchitektin (2003)
- Erik Forssman, Kunsthistoriker (1994)
- Heinrich Fraenkel, Historiker und Schachkomponist (1967)
- Hans Frangenheim, Arzt (1982)
- Gerhard Frank, Jurist, Jagdfunktionär und Politiker (1984)
- Herbert Franke, Sinologe
- Jörg Freiherr Frank von Fürstenwerth, früherer Hauptgeschäftsführer des Gesamtverbands der Deutschen Versicherungswirtschaft (2023)
- Ute Frevert, Historikerin (2016)
- Achim Freyer, Maler und Bühnenbildner (1989)
- Alfons Frick, Politiker (CDU) (1970)
- Karl Wilhelm Fricke, Stasi-Entführungsopfer und Journalist (2001)
- Manfred Fricke, Ingenieur und Hochschullehrer (1994)
- Marianne Frickel, Hörakustikerin (2024)
- Hédi Fried, Autorin und Holocaust-Überlebende (2017)
- Margot Friedländer, Holocaust-Überlebende (2023)
- Günter Friedrich, Politiker (CDU)
- Hans-Peter Friedrich, Politiker (2016)
- Hanns Friedrichs, Modeschöpfer (2003)
- Lykke Friis, dänische Politikerin (2024)
- Andreas Fritsch, Klassischer Philologe und Fachdidaktiker (2013)
- Hans Joachim Fröhlich, Forstwissenschaftler (1990)
- Harald Fuchs, Physiker (2009)
- Albert Funk, Apotheker, Prähistoriker und Heimatforscher (1951)
- Christoph-Adolf Fürus, deutscher Generalmajor (1987)
- Gertrud Fussenegger, österreichische Schriftstellerin (1984)

## G
- Hans Wilhelm Gäb, Ehrenpräsident des Deutschen Tischtennis-Bundes (1996)
- Georg Gänswein, Privatsekretär von Papst Benedikt XVI. (2007)
- Gero Gandert, Filmwissenschaftler (2011)
- Rolf Gartz, Biologe und Vorstand der Eduard-Rhein-Stiftung (2013)
- Karl Gatzweiler, Bürgermeister (1981)
- Gerlach von Gaudecker, Oberst (1966)
- Paul Gauselmann, Unternehmer (2003)
- Gustav Gauthier, Unternehmer (1951)
- Aenne Gehling, Politikerin (1973)
- Horst Geipel, Politiker
- Hugo Geisert, Politiker (CDU) (1970)
- Bernhard Gelderblom, Historiker und Autor (2022)
- Eberhard von Gemmingen, Leiter der deutschsprachigen Redaktion von Radio Vatikan (2002)
- Curt M. Genewein, Prälat (1988)
- Ulrich Gensch, Physiker (2011)
- Hanna Gerig, Kommunalpolitikerin (Zentrum, CDU) (1965)
- Hermann Gerken, Kommunalpolitiker (FDP) (2010)
- David Geringas, Cellist (2006)
- Alexander Gerst, Astronaut (2015)
- Miep Gies, Helferin von Anne Frank (1994)
- Alfred Gille, Politiker (GB/BHE) (1968)
- Albert Gilles, Jurist und Landrat (1962)
- Stefan Gillich, Politiker (2001)
- Ralph Giordano, Journalist, Schriftsteller und Regisseur (1990)
- Pauline Gistl, Unternehmerin (1957)
- Wolfgang Gläser, Physiker TU München (1996)
- Marcel Gleffe, nach Norwegen ausgewanderter Deutscher, Retter von Utøya (2011)
- Fritz Gleibe, Jurist, Politiker und Oberbürgermeister der Stadt Chemnitz (1967)
- Alfred Gleiss, Rechtsanwalt (1977)
- Matthias Gleitze, Politiker, Oberkreisdirektor des Landkreises Duderstadt (1967)
- Paul Gnaier, Fechter und Sportfunktionär (1996)
- Jürgen Gohde, Theologe (2004)
- Rüdiger Göb, Jurist, Politiker und Beigeordneter der Stadt Köln (1989)
- Hartmut Göbel, Neurologe, Psychologe und Schmerztherapeut (2013)
- Peter Gola, Rechtswissenschaftler und Politiker (FDP) (2013)
- Michael Göring, Vorstandsvorsitzender der Zeit-Stiftung Ebelin und Gerd Bucerius (2006)
- Horst Görtz, Software-Unternehmer (2009)
- Karl Gößwald, Zoologe
- Kurt Goldstein, Journalist (2005)
- Klaus Gollert, Arzt und Politiker (2008)
- Erwin Gomeringer, Politiker (CDU) (1970)
- Annemarie Gottfried, Puppen-Künstlerin und Gründerin der Eckelshausener Musiktage (2003)
- Max Graeff, Unternehmer, Jurist und Diplomat (1960)
- Gerhart von Graevenitz, Literaturwissenschaftler und Rektor der Universität Konstanz (2010)
- Adolf Graf, Kirchenmusiker (1964)
- Gerhard Graf, Kommunalpolitiker (1981)
- Anke Gravert, Politikerin (1992)
- Hans-Georg Graichen, Generalkonsul der Republik Mali (2005)
- Hermann Greiner, Politiker (SPD)
- Constant Griebel, Nahrungsmittelchemiker (1952)
- Friedrich Arnold Gries, Internist und Hochschullehrer (2002)
- Thomas Grochowiak, Maler und Museumsdirektor (1969)
- Mathieu Grosch, belgischer Politiker, MdEP (2004)
- Ludwig Grosse, Rechtsanwalt und Versicherungsmanager (1989)
- Hubertus Großler, Generalmajor (1980)
- Kurt Grünebaum, Journalist (1973)
- Amata Grüner, Ordensschwester (1960)
- Wolfgang Grupp, Unternehmer (2019)
- Alexander Grundner-Culemann, Forstmann und Politiker (1959)
- Herbert Gürtler, Tierarzt und Hochschullehrer (1996)
- Lutz Gürtler, Virologe (2024)
- Arnold Güttsches, Direktor des Kölner Stadtarchivs (1959)
- Rudi Gutendorf, Fußballtrainer (2011)
- Gernot Gutmann, Wirtschaftswissenschaftler (2010)
- Robert Gysae, Admiral (1970)

## H
- August Haag, Lehrer und Heimatforscher (1959)
- Otto Haag, Weingärtner und Politiker (1970)
- Alfred Haas, Ingenieur und Politiker (2006)
- Axel Haase, Physiker (2025)
- Ruprecht Haasler, Generalmajor (1994)
- Wolfgang Haber, Landschaftsökologe (1986)
- Karl-Otto Habermehl, Virologe (1996)
- Klaus Hackert, Handwerksfunktionär und Politiker (1994)
- Gerhard Haelbich, Marineoffizier (1973)
- Wolf Häfele, Physiker (1982)
- Werner Hagedorn, Gewerkschafter (1989)
- Heinrich Hagemann, Politiker (CDU) (1985)
- Dietrich Hahlbrock, Unternehmer (1982)
- Werner Hahlweg, Militärhistoriker und Militärwissenschaftler (1983)
- Marita Haibach, Politikerin (2009)
- Simon Halsey, britischer Dirigent und Chorleiter (2010)
- Ingeborg Hallstein, Opernsängerin (1996)
- Walter Anton Viktor Halstrick, Unternehmer (1956)
- Evelyn Hamann, Schauspielerin (1993)
- Ernst Hammans, Fabrikant und Politiker (1963)
- Hans Hammer, Geistlicher (1988)
- Franz Freiherr von Hammerstein-Equord, Theologe (2001)
- Arthur Handtmann, Unternehmer (2014)
- Theodor Hänsch, Physiker (2006)
- Wilhelm Hansen, Museumsdirektor (1971)
- Friedrich Hänssler, Theologe und Verleger (2001)
- August Hanz, Politiker (CDU)
- Joachim Harms, Politiker (1985)
- Dietmar Harting, Unternehmer (2009)
- Wilfried Hartmann, Erziehungswissenschaftler (2025)
- Wolfgang Hartung, Jurist (1999)
- Heinrich Hartz, Priester (1956)
- Karl Hasel, Forstwissenschaftler und Historiker
- Bernhard Hasenclever, Bürgermeister und Landrat (1956)
- Hans-Heinrich Hatlapa, Gründer des Wildparks Eekholt (1997)
- Katrin Hattenhauer, Bürgerrechtlerin (2015)
- Herbert Hauffe, Politiker (SPD) (1968)
- Bernd Haunfelder, Historiker und Publizist (2011)
- Alfred Hauser, Politiker (1969)
- Erich Hauser, Bildhauer (1979)
- Johannes Hauser, Politiker (CDU) (1960)
- Erwin Hausladen, Theologe und Geistlicher (1987)
- Otto Häuser, Schriftsteller (2006)
- Robert Häusser, Fotograf (1985)
- Rudolf Häussler, Unternehmer (1992)
- Pierre van Hauwe, niederländischer Musikpädagoge, Musiker und Komponist (2001)
- Rudi Haymann, Innenarchitekt und Holocaust-Überlebender (2025)
- Ingeborg Hecht, Zeitzeugin der Judenverfolgung und Autorin (2005)
- Wolfgang M. Heckl, Physiker (2024)
- Harald Heckmann, Musikwissenschaftler (2000)
- Reiner Heeb, Landrat (2000)
- Heinrich Heekeren, Generalsuperior der Steyler Missionare (1985)
- Friedrich-Wilhelm Heel, Brigadegeneral (1973)
- Peter Heesen, Gewerkschafter (2012)
- Franz Heidelberger, Ministerialbeamter (1956)
- Erwin Heim, Kommunalpolitiker (1974)
- Klaus von Heimendahl, Militär und Bundesgeschäftsführer Johanniter-Unfall-Hilfe (1966)
- Gunder Heimlich, Verwaltungsangestellter und AWO-Funktionär (2013)
- Heinz-Albert Heindrichs, Komponist und Schriftsteller (2001)
- Ursula Heindrichs, Germanistin, Pädagogin und Märchenforscherin (1998)
- Ulrich Heinrich, Politiker (FDP) (2007)
- Katharina Heinroth, Zoologin (1957)
- Rudolf Heitefuß, Phytomediziner (2006)
- Karl-Heinrich Heitfeld, Ingenieur und Hydrogeologe (2003)
- Matthäa Held, Ordensschwester (2008)
- Horst Hellmann, Rentner (2004)
- Walter Hellmich, Fußballfunktionär und Bauunternehmer (2009)
- Johann Anton Hemberger, Politiker (1991)
- Karl Hemberger, Sportfunktionär (1990)
- Gabriele Henkel, Kunstmäzenin (1931–2017)
- Manfred Hennecke, Materialwissenschaftler (2014)
- Friedrich Henning (2006), Historiker
- Franz Henrich, Theologe und Geistlicher (1992)
- Jürgen Heraeus, Manager und Vorsitzender von UNICEF Deutschland (2000)
- Josef Herberger, Fußballtrainer (1962)
- Peter Herbolzheimer, Musiker und Bandleader (2001)
- Günter Herlitz, Unternehmer
- Traudl Herrhausen, Politikerin (2010)
- Erich Herrmann, Gewerkschaftsfunktionär (1987)
- Michael Herrmann, Kultur- und Musikmanager (2014)
- Martin Herrenknecht, Unternehmer (2007)
- Ingolf Volker Hertel, Physiker (2004)
- Werner Herzog, Regisseur, Produzent und Schauspieler (2012)
- Fritz Hesse, Politiker (1956)
- Peter Julius Hesse, Kaufmann (1999)
- Kurt Hessenberg, Komponist (1989)
- Roland Hetzer, Herzchirurg (1995)
- Christoph Heubner, Schriftsteller (2015)
- Günther Heymann, Immunologe (1977)
- Rainer Hildebrandt, Freiheitskämpfer, Historiker und Publizist, Gründer des Mauermuseums (1994)
- Heinz Hilgers, Politiker (SPD) und Präsident des Deutschen Kinderschutzbundes (2020)
- Friedhelm Hillebrand, Ingenieur und Telekommunikationsmanager (2019)
- Wilhelm Hillesheim, Politiker (CDU) (1956)
- Horst Hilpert, Jurist und Richter (2004)
- Eduard Hindelang, Museumsleiter (2010)
- Claus Hipp, Unternehmer, Maler, Musiker (1995)
- Kōzō Hirao, japanischer Germanist (2005)
- Josef Höchst, Politiker (CDU) (1973)
- Jan Hoet, Kunsthistoriker und Ausstellungskurator (2009)
- Candida Höfer, Fotografin (2015)
- Hans Hoffmann, Politiker (SPD) (1980)
- Kurt Caesar Hoffmann, Vizeadmiral (1965)
- Herbert W. Hofmann, Sportfunktionär (1999)
- Friedrich Wilhelm von Hohenzollern, Oberhaupt des Hauses Hohenzollern
- Hans Holtorff, Politiker (1971)
- Klaus-Jürgen Holzapfel, Verleger (2011)
- Christoph Hölzel, Ministerialdirigent (2009)
- Wolfgang Holzgreve, Mediziner und Manager (2018)
- Manfred Hölzlein, Jurist und Politiker (2011)
- Hans Holzwarth, Ingenieur (1952)
- Peter Hommelhoff, Rechtswissenschaftler (2007)
- Walter Homolka, Rabbiner und Hochschullehrer (2014)
- Otto Hoog, Politiker (CDU) (1973)
- Rolf Hoppe, Schauspieler und Theaterprinzipal (2010)
- Klaus Hopt, Jurist (2009)
- Raymund Hörhager, Journalist (1981)
- Erich Hornsmann, Jurist, Sachbuchautor und Umweltschutzaktivist (1980)
- Hans Hösl, Politiker (CSU) (1990)
- Walter Hostert, Landrat (1987)
- Dietmar von Hoyningen-Huene, Verfahrenstechniker und Hochschullehrer (2007)
- Christoph Huber, Immunologe und Hochschullehrer (2015)
- Wolfgang Huber, Umweltmediziner (2017)
- Max Huggler, Schweizer Kunsthistoriker (1994)
- Young-Sup Huh, koreanischer Pharmaunternehmer und Präsident der Deutsch-Koreanischen Gesellschaft
- Diether Hülsemann, Konteradmiral (1996)
- Ulrich Hundt, Flottillenadmiral (1987)
- Bertold Hummel, Komponist (1985)
- Karl Heinz Hunken, Bauingenieur und Hochschullehrer (1981)
- Max Hünninghaus, Bauer und Politiker (FDP) (1960)
- Klaus Husemann, Mitglied der Basisgruppe Konkret und Hochschullehrer (1998)
- Rolf Hüttel, Generalleutnant (1986)
- Roland Hüttenrauch, Vorstand der Stiftung Warentest (1988)
- Hans Walter Hütter, Historiker (2017)

## I
- Wolfram Ibing, Brigadegeneral (1981)
- Georg Iggers, Historiker (2007)
- Hermann Ilaender, Politiker (CDU), Verwaltungsbeamter und Forst-Verbandsfunktionär (2003)
- Carl-Gero von Ilsemann, Generalleutnant (1978)
- Ulrich Immenga, Rechtswissenschaftler und Vorsitzender der Monopolkommission (1990)

## J
- Heinrich Eduard Jacob, Schriftsteller und Journalist (1966)
- Werner Jacob, Komponist und Hochschullehrer (2003)
- Gerhard Jacobi, Brigadegeneral (1970)
- Heinz Jacobsen, Handballfunktionär (2002)
- Willi Jäger, Mathematiker (2007)
- Alfred Jahn, Kinderarzt und Chirurg (2002)
- Hans Edgar Jahn, Politiker (CDU) (1973)
- Siegfried von Jan (1956), Verwaltungsjurist und Jugendherbergsfunktionär (1956)
- Irene Janetzky, Journalistin (1975)
- Wolf-Rüdiger Janzen, Wirtschaftsfunktionär (2003)
- Horst Jaunich, Politiker (1984)
- Helmut Jedele, Filmproduzent und Hochschullehrer
- Heinz Jentzsch, Pferdesporttrainer (1992)
- Peter Jeschke, Rechtsanwalt und Politiker (1974)
- Dorothee Jetter, Pädagogin und Synodalpräsidentin (2004)
- Margarethe Jochimsen, Kunsthistorikerin und Museumsleiterin (2004)
- Brigitte Jockusch, Zoologin und Hochschullehrerin (2021)
- Rudolf Johna, Politiker (SPD) (1996)
- Hans Joosten, niederländischer Biologe (2022)
- Valentin Jost, Landrat des Main-Taunus-Kreises
- Josef Jochem, Politiker (CDU) (1979)
- Klaus Johannis, rumänischer Politiker (2014)
- Liliane Juchli, Schweizer Pflegewissenschaftlerin (2018)
- Ernst Friedrich Jung, Diplomat
- Volker Jung, Manager (2005)
- Wolfgang Junge, Biophysiker (1998)
- Eberhard Junkersdorf, Filmproduzent und Regisseur (2004)
- Heribert Jürgens, Kinderarzt und Onkologe (2013)
- Udo Jürgens, österreichischer Sänger, Komponist (1994)
- Gerhard Jussenhoven, Komponist (2002)
- Karl Jüsten, Leiter des Kommissariats der Deutschen Bischöfe in Berlin (2005)

## K
- Patricia Kaas, französische Sängerin (2003)
- Jürgen Kämpgen, Politiker (2004)
- Jörg Kaehler, Schauspieler, Regisseur, Theaterleiter und Autor (2012)
- Walter Kaesbach, Kunsthistoriker (1959)
- Hans Kaffarnik, Mediziner (2009)
- Wolf von Kahlden, Brigadegeneral (1961)
- Otto Kähler, Rechtsanwalt, Notar und Rechtshistoriker (1954)
- Wolfgang Kähler, Flottillenadmiral (1962)
- Winfried Kahlke, Mediziner (2025)
- Otto Kaiser, Theologe (1990)
- Rudolf E. Kaiser, Chemiker (1996)
- Paul Kälberer, Maler und Grafiker (1966)
- Kurt Kalle, Meeresforscher und Hochschullehrer (1969)
- Gudrun Kammasch, Chemikerin und Hochschullehrerin (2010)
- Alfred Kamphausen, Kunsthistoriker und Museumsdirektor (1971)
- Erhard Kantzenbach, Ökonom
- Hugo Karpf, Politiker (1960)
- Norbert Kartmann, Politiker (CDU) (2012)
- Wolfgang Kessler (1983)
- Karl Kast, Politiker (CDU)
- Kurt Egon Kauffmann, Brigadegeneral des Heeres (1971)
- Andreas Kaufmann (2020)
- Alexander Kaul, Biophysiker (1988)
- Ellis Kaut, Schriftstellerin (1980)
- Franz Josef Kayser, Politiker (CDU) und Verleger (1995)
- Wolfgang Keilig, Brigadegeneral (1971)
- Hans Keilson, Psychoanalytiker und Schriftsteller (1988)
- Edwin Kelm, Vorsitzender der Landsmannschaft der Bessarabiendeutschen (2005)
- Karl-Jürgen Kemmelmeyer, Organist und Musikwissenschaftler (2024)
- Herbert Kempfler, Politiker (CSU) (2005)
- Alfred Kendziora, Brigadegeneral (1982)
- Otto Kentzler, Unternehmer und Verbandsfunktionär (2009)
- Gerhard Kerscher, Generalmajor (1975)
- Hans-Joachim Kerschkamp, Brigadegeneral (1972)
- Hans-Alwin Ketels, Landwirt und Politiker (CDU) (1982)
- Helmut Kewitz, Pharmakologe
- Anselm Kiefer, Künstler (2005)
- Peter Graf von Kielmansegg, Politikwissenschaftler und Hochschullehrer (2006)
- Elisabeth Kieven, Kunsthistorikerin (2014)
- Erna Kilkowski, Politikerin (1970)
- Werner Georg Kimmerling, Flottillenadmiral (1971)
- Horst Kinder, Brigadegeneral (1970)
- Hans Kindermann, Jurist (1992)
- Hans-Peter von Kirchbach, General (1998)
- Walter Kiwit, Oberkreisdirektor (2004)
- Ernst Klaffus, Generalleutnant (1988)
- Eberhard Klapproth, Politiker (1990)
- Beate Klarsfeld, Nazijägerin (2015)
- Serge Klarsfeld, Nazijäger (2015)
- Burghart Klaußner, Schauspieler, Regisseur, Sänger und Autor (2021)
- Waldemar Klein, Fußballtrainer (2004)
- Matthias Kleiner, Ingenieur und Hochschullehrer (2011)
- Ernst Klenk, Weinbautechniker (1970)
- Hans-Dieter Klenk, Virologe (2018)
- Rüdiger Klessmann, Kunsthistoriker (1991)
- Erich Klinge, Jurist (1995)
- Clemens Klockner, Hochschullehrer (2008)
- Hans Klose, Lehrer und Naturschützer (1954)
- Olaf Klose, Kunsthistoriker und Bibliothekar (1968)
- Bernd Klug, General (1988)
- Paul Gerhard Klussmann, Germanist (2000)
- Niklot Klüßendorf, Historiker, Numismatiker (2007)
- Norbert Knauer, Agrarwissenschaftler und Hochschullehrer (1984)
- Werner Knaupp, Maler und Bildhauer (1994)
- Hildegard Knef, Sängerin, Schauspielerin, Autorin (1975)
- Joachim H. Knoll, Pädagoge (2005)
- Helli Knoll, Journalistin und Frauenrechtlerin (1964)
- Edmund Knorr, Lehrer, Heimatpfleger, Naturschützer und Ornithologe (1965)
- Robert Knüppel, Politiker und Denkmalschützer (2006)
- Herbert Kober, Unternehmer (2010)
- Friedhelm Koch, Brigadegeneral (1987)
- Hermann Koch, Funktionär der Arbeiterwohlfahrt
- Marianne Koch, Ärztin, Autorin, Schauspielerin (2023)
- Wilhelm Herbert Koch, Schriftsteller und Journalist (1975)
- Bernhard Kock, Klassischer Philologe und Pädagoge (1960)
- Carl Koenen, Unternehmer (1953)
- Konstantin Kohler, Prälat, Domkapitular (2005)
- Heinrich Kohlhaussen, Kunsthistoriker und Museumsdirektor (1960)
- Josef Kohlmaier, Politiker, Bürgermeister von Limburg an der Lahn (1981)
- Paul Kolb, Politiker (SPD), Funktionär der Arbeiterwohlfahrt (1973)
- Manfred Kolbe, Politiker (2010)
- Olaf Köller, Psychologe und Bildungsforscher (2024)
- Gerd-Helmut Komossa, Generalmajor (1983)
- Clemens Konermann, Pfarrer (1961)
- Manfred König, Verwaltungsjurist (2000)
- Walter Konrad, Jurist und Medienmanager (2005)
- Ulrich Konrad, Musikwissenschaftler (2017)
- Gerhard Konzelmann, Korrespondent und Journalist (1977)
- Reiner Körfer, Herzchirurg (2009)
- Walter Korn, Politiker (CDU) (1990)
- Hans-Joachim Kornadt, Psychologe und Erziehungswissenschaftler (2006)
- Friedrich Körner, Brigadegeneral (1973)
- Karl Korz, Kommunalpolitiker (1993)
- Wolfgang Koschel, Raumfahrtwissenschaftler (2004)
- Dieter Kosslick, Kulturmanager (2019)
- Renate Köcher, Meinungsforscherin (1996)
- Elke König, ehemalige Präsidentin der Bundesanstalt für Finanzdienstleistungsaufsicht und Exekutivdirektorin des Single Resolution Board (2023)
- Henning Kößler, Philosoph (1982)
- Hermann Köster, Politiker (SPD) (1968)
- Thomas Köster, Politiker, Wirtschaftswissenschaftler und Kammerfunktionär (2000)
- Paul Kottwitz, Bergwerksdirektor (1970)
- Viktor de Kowa, Schauspieler, Chansonsänger, Regisseur, Erzähler und Komödiendichter (1961)
- Gerta Krabbel, Historikerin, Schriftstellerin und Frauenrechtlerin
- Hans Kraft, Politiker (SPD) (2004)
- Hans-Peter Krämer, Sparkassenmanager (2006)
- Horst Kramp, Manager (1992)
- Hansjakob Kratzmair, Konteradmiral (1983)
- Andreas Kraus, Historiker (1991)
- Hans Kraus, Politiker (1999)
- Willi Krauß, Konteradmiral (1989)
- Josef Kreiner, Japanologe (1996)
- Aarne Kreuzinger-Janik, Generalleutnant (2012)
- Margarete Krick, Verlegerin (2011)
- Robert Krick, Verleger (2011)
- Paul Kriebel, Flottillenadmiral (1973)
- Werner Krieger, Brigadegeneral (1970)
- Josef Krieglstein, Mediziner (2004)
- Klaus Kriesche, Sonderschulpädagoge und Politiker (1996)
- Hans-Peter Kröger, Feuerwehrfunktionär (2011)
- Hans Kröner, Unternehmer (1988)
- Gabriele Krone-Schmalz, Fernsehjournalistin (1997)
- Walter Krupinski, Generalleutnant (1973)
- Andreas Kruse, Gerontologe (2008)
- Jens-Martin Kruse, Pastor (2016)
- Willibert Krüger, Unternehmer (2011)
- Hans Kubis, Generalleutnant
- Wilhelm Küchler, Unternehmer und Politiker
- Bernhard Kuckelkorn, Bürgermeister
- Annette Kuhn, Historikerin und Frauenforscherin (2006)
- Reinhard Kuhnert, Pädagoge, Anglist und Politiker (2016)
- Julius Kunert, Unternehmer (1980)
- Topsy Küppers, österreichische Schauspielerin
- Rolf Kurz, Politiker (CDU), Unternehmer und Verbandsfunktionär (1997)
- Martin Kürsten, Geologe (1996)
- Karl Kußmaul, Werkstofftechniker und Materialprüfer (1986)
- Thomas Küttler, Superintendent (1995)

## L
- Helmut Lachenmann, Komponist (2010)
- August Läpple, Unternehmer (1955)
- Helmut Läpple, Unternehmer (1990)
- Traute Lafrenz, deutschamerikanische Ärztin und Widerstandskämpferin (2019)
- Karl Lagerfeld, Modedesigner, Künstler, Photograph (1985)
- Lothar Lammers, Miterfinder des Lottospiels 6 aus 49 (1984)
- Fritz Landauer, Unternehmer (1961)
- Kurt Landsberg, Politiker (1957)
- Bernd-Lutz Lange, Kabarettist (2014)
- Eckart Lange, Musikpädagoge (2008)
- Hans Langendörfer, Sekretär der Deutschen Bischofskonferenz (2008)
- Felicia Langer, israelische Rechtsanwältin (2009)
- Norbert Langhoff, Ingenieur (2011)
- Anita Lasker-Wallfisch, Holocaustüberlebende und Zeitzeugin (2020)
- Mojib Latif, Klimaforscher (2023)
- Volker D. Laturell, Heimatforscher (2002)
- Thomas Le Blanc, Autor (2024)
- Lukas Leiber, Forstbeamter (1962)
- Ruth Leiserowitz, Zeithistorikerin (2014)
- Erich Lejeune, Unternehmer (2007)
- Bruno Le Maire, französischer Politiker (2015)
- Rudolf Lempp, Architekt und Baubeamter (1953)
- Ferdinand Lentjes, Ingenieur und Unternehmer (1952)
- Helmut Lenz, Politiker (CDU)
- Joachim-Felix Leonhard, hessischer Staatssekretär (2004)
- Günter Leonhardt, Unternehmer (1984)
- Harald Lesch, Astrophysiker und Wissenschaftsjournalist (2023)
- Hermann Leskien, Generaldirektor der Bayerischen Staatsbibliothek (2007)
- Mitja Leskovar, slowenischer Geistlicher und Diplomat des Heiligen Stuhls (2019)
- Gerd Leuchs, Physiker (2012)
- Kurt Leuninger, Bürgermeister (2008)
- Wilhelm Leutzbach, Verkehrswissenschaftler (2003)
- Joel Levi, israelischer Jurist (2007)
- Herbert Lewrenz, Psychiater und Verkehrsmediziner (1984)
- Carl-Helmuth Lichel, Generalmajor (1987)
- Carl August Lieberich, Geschäftsführer des Hauptverband Deutsche Holzindustrie (1963)
- Rolf Lieberwirth, Jurist (2010)
- Gerd Liesegang, Fußballfunktionär (2006)
- Hans Lilie, Jurist (2012)
- Otto Linck, Förster, Geologe, Naturschützer, Fotograf und Dichter (1957)
- Horst Linde, Architekt und Hochschullehrer (1982)
- Hanns-Gero von Lindeiner, Forstmann, Jäger, Diplomat und Politiker (1968)
- Adelheid Lindemann-Meyer zu Rahden, Landwirtin und Präsidentin des Deutschen LandFrauenverbandes (1984)
- Udo Lindenberg, Musiker und Maler (2019)
- Hans Lindner, Unternehmer (1998)
- Caroline Link, Filmregisseurin und Drehbuchautorin (2018)
- Walter Link, Politiker und Diakon
- Ernst Lissinna, Brigadegeneral (1989)
- Ludwig Lipsker, Kaufmann und jüdischer Funktionär (2010)
- Josef Lissner, Radiologe (1988)
- Gerd Litfin, Physiker (2011)
- Paul Litten, Jurist (1954)
- Nikolaus Lobkowicz, Philosoph (1994)
- Walter Lochmüller, Künstler (1979)
- Wilfried Lochte, Diplom-Ingenieur (2006)
- Ernst Löchelt, Politiker (2010)
- Johann Löhn, Ehrenkurator der Steinbeis-Stiftung (2001)
- Konrad Loerke, Marineoffizier (1967)
- Walther von Loewenich, Kirchenhistoriker und Hochschullehrer (1984)
- Alois Konstantin zu Löwenstein-Wertheim-Rosenberg, Unternehmer (2005)
- Gerhard Löwenstein, Arzt (1980)
- Roger Loewig, Zeichner, Maler und Schriftsteller (1997)
- Klaus Lohmann, Politiker (SPD)
- Rudolf Lohmann, Unternehmer (1956)
- Richard Lohrmann, Forstmann und Naturschützer (1964)
- Martin Lohse, Pharmakologe und Hochschullehrer (2002)
- Georges Loinger, französischer Widerstandskämpfer (2016)
- Ludwig Manfred Lommel, Humorist (1956)
- Peter Lorbacher, Arzt (2019)
- Thomas Lorenzen, Politiker (CDU) (1995)
- Frank Lortz, Landtagsabgeordneter (2003)
- Reinhard Ludewig, Pharmakologe, Toxikologe und Hochschullehrer (2012)
- Irene Ludwig, Kunst-Mäzenin (1983)
- Martin Luley, Theologe, Generalvikar im Bistum Mainz
- Heinz Lund, Politiker (1978)
- Bruno Lunenfeld, österreichischer Endokrinologe (1995)
- Werner Lüttge, Gynäkologe und Geburtshelfer (1963)
- Burkart Lutz, Soziologe und Hochschullehrer (2011)
- Martha Lux-Steiner, Schweizer Physikerin (1999)

## M
- Lorin Maazel, US-amerikanischer Dirigent (1977)
- Maria Imma Mack, Ordensschwester (2005)
- Annemarie Madison, Betreuerin und Pflegerin von AIDS-Kranken (1994)
- Peter Maffay, Musiker (2008)
- Albrecht Magen, Unternehmer und Kommunalpolitiker (1990)
- Johannes Magerstädt, Brigadegeneral und Nachrichtendienstmitarbeiter (1981)
- Heinrich Magirius, Denkmalpfleger (1996)
- Dieter Mahncke, Politikwissenschaftler (2017)
- Kurt Salomon Maier, Bibliothekar und Überlebender des Holocaust (2019)
- Kurt Malangré, Oberbürgermeister von Aachen, MdEP (1993)
- Klaus Malettke, Historiker (2007)
- Václav Malý, tschechischer Bischof (2021)
- Wolf Matthias Mang, Industriemanager (2021)
- Emil Mangelsdorff, Jazzmusiker (2008)
- Werner Mansfeld, Wissenschaftler (1998)
- Marie-Luise Marjan, Schauspielerin (1998)
- Petros Markaris, griechischer Schriftsteller (2014)
- Helmut Markwort, Journalist (1999)
- Werner Marnette, Industrieller (2005)
- Volkert Martens, Politiker (1965)
- Marianne Martin, Moderatorin
- Jakob Marquardt, Industrieller
- Bernhard Marschall, Prälat (1953)
- Siegfried Maruhn, Journalist (1974)
- Günter Matthes, Journalist (1979)
- Ulrich Matthes, Schauspieler (2022)
- Siegfried Matthus, Komponist (2000)
- Hansgünter Matuschak, Manager und Unternehmensleiter (1987)
- Matthias Maurer, Astronaut (2022)
- Zenta Mauriņa, Schriftstellerin, Essayistin und Übersetzerin (1968)
- Bernd Mayer, Stadthistoriker und Politiker (2011)
- Klaus Mayer, Priester (1989)
- Franz Mazura, Sänger und Schauspieler (2010)
- Margarete Mehdorn, Dolmetscherin und Übersetzerin (2025)
- Frank Meisler, deutsch-britisch-israelischer Architekt und Bildhauer (2012)
- Gertrud Meißner, Medizinerin (1960)
- Udo F. Meißner, Beratender Ingenieur und Universitätsprofessor (2021)
- Edgar Meister, Bankvorstand (2006)
- Detlev Mehlis, Oberstaatsanwalt Berlin (2006)
- Hansjörg Melchior, Urologe und Unterstützer der documenta (2009)
- Friedhelm Mennekes, Priester und Kunstverständiger (2011)
- Ulf Merbold, Astronaut (1984)
- Adolf Merckle, Unternehmer (2005)
- Meinolf Mertens, Abgeordneter (1981)
- Tatiana von Metternich-Winneburg, Mäzenin (1990)
- Liselotte Mettler, deutsch-österreichische Gynäkologin (2025)
- Reinhard Metz, Politiker (CDU)
- Alfons Metzger, Verwaltungsjurist (2004)
- Marieluise Metzger, Ordensschwester (2009)
- Paul Metzger, Kommunalpolitiker (CDU) (2009)
- Friedrich von Metzler, Bankier (2003)
- Joachim Metzner, Präsident FH-Köln und Hochschulgremienvertreter (2015)
- Christa Meves, Therapeutin und Schriftstellerin (1985)
- Reinhard Mey, Liedermacher (2001)
- Franz Meyer, Politiker (CSU) (2022)
- Friedrich Meyer, Landrat und Politiker (SPD) (1973)
- Hans Meyer, Mediziner (1953)
- Konrad Meyer, Politiker (CDU) (1966)
- Gerhard Meyer-Schwickerath, Augenarzt und Hochschullehrer (1981)
- Hermann Meyn, Landwirt und Politiker (SPD) (1968)
- Lucian O. Meysels, österreichischer Journalist und Sachbuchautor
- Walter Michaeli, Ingenieur und Hochschullehrer (2009)
- Klaus Michaelis, BfA-Vorstand (2005)
- Wolfgang W. Mickel, Politologe (1991)
- Norbert Miller, Literatur- und Kunstwissenschaftler (2010)
- Milva, Sängerin und Schauspielerin (2006)
- Brigitte Mira, Schauspielerin, Kabarettistin und Sängerin (1995)
- Karl Mindera, Theologe und Kunst- und Kirchenhistoriker (1962)
- Peter Mittermayr, österreichischer Beamter (1995)
- Gernot Mittler, Politiker (2005)
- Jürgen Mlynek, Physiker (2010)
- Kjell Åke Modéer, Jurist (2007)
- Heinz Mohnen, Jurist und Oberstadtdirektor von Köln
- Fritz Mohr Politiker (CDU)
- Alfred Möhrle, Mediziner und Standespolitiker (2000)
- Irene Möllenbeck, Politikerin (2011)
- Dietrich Möller, Marburger Oberbürgermeister (2006)
- Paul Möller, Politiker (SPD) (1982)
- Gerhard Möllhoff, Neurologe, Sozialmediziner und Psychiater
- Karin Mölling, Virologin (2018)
- Katharina Mommsen, deutsch-US-amerikanische Literaturwissenschaftlerin (1985)
- Jürgen Morlok, Politiker (FDP) (1984)
- Eugen Moufang, Rechtsanwalt (1959)
- Friedrich Müller, Landrat und Politiker (SPD) (1972)
- Hans-Reinhard Müller, Intendant, Regisseur und Schauspieler (1975)
- Karl Otto Müller, Archivar und Historiker (1956)
- Walther Felix Mueller, Politiker (1960)
- Joseph Müller-Blattau, Musikwissenschaftler und SA-Mann
- Harry Mulisch, niederländischer Schriftsteller (2002)
- Erich Mulzer, Gymnasiallehrer, Vorsitzender der Altstadtfreunde Nürnberg (1993)
- Karl Munzel, Jurist und Politiker (CDU) (1975)
- Akira Murata, japanischer Unternehmer (1986)
- Hans-Georg Musmann, Ingenieur und Hochschullehrer (2008)

## N
- Estrongo Nachama, Oberkantor der Jüdischen Gemeinde zu Berlin (1987)
- Isabella Nadolny, Schriftstellerin (1992)
- Hans Nadler, Architekt, Bauhistoriker und Denkmalpfleger (1993)
- Clemens Nagel, Präsident der Oberrheinkonferenz (2005)
- Hartmut Nassauer, Politiker (CDU) (1991)
- Rosemarie Nave-Herz, Soziologin (2000)
- Rudolf Nebel, Raketenkonstrukteur (1965)
- Albin Nees, Staatssekretär (2007)
- Rüdiger Nehberg, Menschenrechtsaktivist und Survival-Experte (2008)
- Hermann Nehlsen, Rechtshistoriker (2010)
- Harald Nestroy, Botschafter (2009)
- Erich Netzsch, Unternehmer (1968)
- Reimund Neugebauer, Ingenieur und Hochschullehrer (2005)
- Joachim Neumann, Offizier
- Wolfram Neumann, Arzt (2004)
- Aylâ Neusel, Hochschul- und Frauenpolitikerin (2001)
- Wolfgang Niedecken, Sänger (2013)
- Eberhard Nieschlag, Mediziner (2008)
- Dietrich Niethammer, Mediziner (2005)
- Tomasz Niewodniczański, polnisch-deutscher Unternehmer (2002)
- Frode Nilsen, norwegischer Diplomat (1960)
- Horst Nitschmann, Brigadegeneral und Nachrichtendienstmitarbeiter (1967)
- Erich Nitzling, Kaufmann, Politiker (SPD) (1986)
- Walter Georg Nowak, Diplomat (2004)
- Klaus Nürnberg, Metallurg (1999)

## O
- Heinrich Oberreuter, Politikwissenschaftler (2010)
- Wilhelm Oberle, Unternehmer und Stifter
- Helmut Obst, Religionswissenschaftler (2010)
- Wubbo Ockels, niederländischer Raumfahrer und Physiker
- Norbert Oellers, Germanist (2010)
- Hellmut Oelert, Herzchirurg (2011)
- Kurt Oeser, Pfarrer (1990)
- Heinz Oestergaard, Modeschöpfer (1996)
- Ernst Oestreicher, Jurist (1990)
- Heidi Oetinger, Verlegerin (2009)
- Rita Öhquist, Übersetzerin (1960)
- Horst W. Opaschowski, Zukunftsforscher (2010)
- Alfred Freiherr von Oppenheim, Privatbankier
- Karl Heinrich Oppenländer, Ökonom (1987)
- Siegbert Ortmann, Politiker (2022)
- Bernhard Oswald, Unternehmer (2009)
- Alexander Otto, Unternehmer (2023)
- Frei Otto, Architekt (2006)
- Joseph Albert Otto, Theologe (1971)
- Wolfgang Otto, General der Bundeswehr (2009)
- Wolfgang Overath, Fußballer, Sportfunktionär (2008)

## P
- Dieter Paul, Chemiker (2001)
- Wolfgang Paul, Schriftsteller und Journalist (1985)
- Friedrich Pauly, Verwaltungsjurist und Übersetzer (1954)
- Klaus Pavel, Unternehmer (2023)
- Walter Pehle, Historiker (2007)
- Ernst Pein, Unternehmer (1953)
- Heinz-Otto Peitgen, Mathematiker (1996)
- Mieczysław Pemper, deutsch-polnischer KZ-Häftling (2002)
- Erich Penzel, Hornist und Hochschullehrer (2005)
- Alfons Perlick, Pädagoge und Heimatforscher (1968)
- Wilhelm Peßler, Volkskundler (1960)
- Friedrich Ernst Peters, Schriftsteller (1956)
- Gerhard Peters, Kunsthistoriker (1972)
- Sigrid Peyerimhoff, Chemikerin (1994)
- Kurt Pfeiffer, Initiator des Karlspreises der Stadt Aachen (1954)
- Ulrich Pfeifle, Politiker (SPD) (2003)
- Josef Pichl, Politiker
- Josef Pick, Sportmanager (1989)
- Günther Picker, Manager und Autor (1995)
- Přemysl Pitter, tschechischer Pädagoge (1973)
- Klaus Christian Plönzke, Unternehmer (2003)
- Mathilde Planck, Hauswirtschaftslehrerin und Politikerin (1951)
- Peter Plate, Sänger (2011)
- Matthias Platzeck, Politiker (SPD) (1998)
- Heinrich Pleticha, Schriftsteller (1986)
- Wulff Plinke, Betriebswirtschaftler (2012)
- Detlev Ploog, Psychiater
- Frank Pobell, Physiker und Wissenschaftsmanager (2004)
- Reinhard Pöllath, Jurist und Manager (2009)
- Emil Podszus, Physiker (1957)
- Rüdiger Pohl, Ökonom (2000)
- Rudolf Pohl, Prälat und Kirchenmusiker (2002)
- Horst Poller, Verleger, Publizist und Politiker (1988)
- Klaus Erich Pollmann, Historiker und Hochschullehrer (2013)
- Reiner Pommerin, Historiker und Hochschullehrer (2008)
- Elizabeth Pond, US-amerikanische Politikwissenschaftlerin und Journalistin (2004)
- Manfred Popp, Physiker (2000)
- Gerhard Postel, Geistlicher (2009)
- Carl Pott, Besteckfabrikant und Industriedesigner (1973)
- Paul Preuss, Politiker (1965)
- Otfried Preußler, Schriftsteller (1993)
- Benno Prieß, Buchautor (2005)
- Erich Prinz von Lobkowicz, Präsident der deutschen Assoziation des Malteserordens (2023)
- Michael Prinz zu Salm-Salm, Unternehmer und Politiker (2023)
- Michail Prodan, Forstwissenschaftler (1984)
- Theodor Pröpper, Komponist und Dichter (1966)
- Dieter Pützhofen, Politiker (CDU) (2000)
- Hilde Purwin, Journalistin (1970)

## Q
- Siegfried Quandt, Geschichtsdidaktiker und Hochschullehrer (2006)
- Giselher Quast, Domprediger (2017)
- Freddy Quinn, österreichischer Sänger und Schauspieler (1984)

## R
- Katharina Raabe, Verlagslektorin (2022)
- Werner Radspieler, Weihbischof in Bamberg (1996)
- Luise Rainer, Schauspielerin (1985)
- Dinah Radtke, Übersetzerin (2009)
- Hildegard Ramdohr, Ehrenbürgerin der Stadt Aschersleben (2014)
- Hans Gerhard Ramler, Gewerkschaftsfunktionär und Politiker (SPD) (1983)
- Georg Ratzinger, Domkapellmeister (1981)
- Dietrich Ratzke, Journalist (2005)
- Erwin Rau, Konteradmiral (1976)
- Friedrich Wilhelm Räuker, Journalist und Rundfunkintendant (1984)
- Ulrich Raulff, Historiker und Journalist (2013)
- Karl Rawer, Physiker
- Vera Regitz-Zagrosek, Medizinerin (2018)
- Otto Rehhagel, Fußballspieler und -trainer (2005)
- Karl-Heinz Rehkopf, Unternehmer (2023)
- Kurt Rehkopf, Politiker (FDP) und Handwerksfunktionär (2009)
- Hannes Rehm, Bankmanager (2003)
- Irmgard Reichhardt, Politikerin (CDU) (1991)
- Aribert Reimann, Ehrenamt Behindertenhilfe (1999)
- Günter Reimann, Ökonom (2003)
- Hartwig Reimann, Politiker (SPD)
- Stephan Reimers, Vertreter der evangelischen Kirche in Deutschland (2005)
- Hans Reinauer, ungarisch-deutscher Mediziner und Biochemiker (1999)
- Edgar Reitz, Filmemacher (1992)
- Michael Reitzel, Politiker (SPD) (1983)
- Josef Friedrich Remberg, Generalmajor (1975)
- Friedrich Remde, Flottillenadmiral (1988)
- Thomas Rempen, Kommunikationsdesigner (2011)
- Otto Renkhoff, Archivar und Autor (1974)
- Lothar Renner, Generalmajor (1976)
- Otto Rettenmaier, Unternehmer (2005)
- Hermann Reuter, Bibliothekar (1957)
- Friedrich-Albert Richarz, Admiralarzt (1981)
- Martin Richenhagen, deutsch-amerikanischer Manager (2017)
- Bolko von Richthofen, Prähistoriker (1963)
- Hubert Rickelmann, Heimatforscher und Autor (1958)
- Hans Riehemann, Landrat (CDU) (1955)
- Hans Riegel junior, Unternehmer (1994)
- Detlev Riesner, Biophysiker (2005)
- Wolf-Dieter Ring, Medienpolitiker (1999)
- Alfred Rinken, Rechtswissenschaftler und Gerichtspräsident (2025)
- Hans Rinsch, Politiker (CDU) (1963)
- Wolfgang Rittmann, Sportfunktionär (2005)
- Rainer Robra, Politiker (CDU) (2024)
- Herwig Roggemann, Jurist (2016)
- Eric F. Ross, Unternehmer und Mäzen (2009)
- Ernst Dieter Rossmann, Politiker (SPD) (2024)
- Romani Rose, Vorsitzender des Zentralrats Deutscher Sinti und Roma (2008)
- Rüdiger von Rosen, Ökonom und Manager (2007)
- Otto Rosenberg, Politiker (SPD), Vorsitzender des Landesverbandes Berlin-Brandenburg der Deutschen Sinti und Roma (1998)
- Volker Röhricht, Richter (2011)
- Walter Rosenwald, Ministerialbeamter, Militärhistoriker und Ordenskundler (1990)
- Nikolaus Rosiny, Architekt (1995)
- Georg Rösler, Politiker (CDU) (1987)
- Dagmar Roth-Behrendt, Politikerin (SPD) (2009)
- Günther-Joachim Rothe, Brigadegeneral (1970)
- Heinz Röthemeier, Politiker (SPD), Bürgermeister von Minden
- Claus Roxin, Rechtswissenschaftler (2000)
- Walter Rudolf, Landesbeauftragter für den Datenschutz (1997)
- Eleonore Rudolph, Politikerin (2009)
- Sep Ruf, Architekt und Städtebauer (1976)
- Rudolf Rumetsch, Landrat und Ministerialbeamter
- Regina Rusch, Kinderbuchautorin (1998)
- Michael Russ, Veranstalter (2005)
- AnNa R., Sängerin der Band Rosenstolz (2011)

## S
- Heinz Sahnen, Politiker (2010)
- Otfried Sander, Jurist und Politiker (1979)
- Richard Sapper, Industriedesigner (2012)
- Carl-Philipp zu Salm-Salm, Chef des Fürstenhauses Salm-Salm (2009)
- Hilda Sandtner, Textilkünstlerin, Glasmalerin und Hochschullehrerin (1989)
- Tserenbaltawyn Sarantujaa, mongolische Juristin (2013)
- Hans Sarre, Nephrologe (1988)
- Hans-Martin Sass, Philosoph (2015)
- Hans Sauer, Erfinder (1988)
- Eckhard Sauerbaum, Politiker (1985)
- Roland Sauerbrey, Physiker (2017)
- Alfred Sauter, MdL und Staatsminister a. D. (2010)
- Friedrich Sauthoff, Ingenieur (1972)
- Werner Schaal, Präsident der Philipps-Universität Marburg (2009)
- Günter Schade, Kunsthistoriker, Museumsdirektor (2009)
- Helmut Schaefer, Ingenieur und Hochschullehrer
- Paul Schäfer, Gynäkologe und Hochschullehrer (1952)
- Roland Schäfer, Verwaltungsjurist und Politiker (2021)
- Rudolf Schäfer, Journalist, Historiker und Heimatforscher (1968)
- Maria-Elisabeth Schaeffler, Unternehmerin (2001)
- Tana Schanzara, Theaterschauspielerin (2008)
- Rupert Schärfl, Kommunalpolitiker (1991)
- Helmut Schatz, Internist, Endokrinologe und Diabetologe (2014)
- Ernst Schaude Verwaltungsjurist, Landrat, Regierungsvizepräsident (1971)
- Ruth Schaumann, Dichterin, Bildhauerin, Zeichnerin (1959)
- Paul-Werner Scheele, emeritierter Bischof von Würzburg (1996)
- Karla Schefter, Aufbauhelferin (1993)
- Hermann Scheipers, Priester (2012)
- Josef Schelb, Komponist (1969)
- Hermann Scherer, Landrat (1974)
- Harald Schicha, Nuklearmediziner (2011)
- Ludwig Schick, Erzbischof von Bamberg (2007)
- Erwin Schild, Judaist und Rabbiner (2000)
- Robert Schindlbeck, Internist und Standesvertreter (1988)
- Oskar Schindler, Unternehmer (1965)
- Heinrich Schipperges, Medizinhistoriker (1999)
- Georg Schirmbeck, Politiker (CDU) (2025)
- Lothar Schirmer, Kunstbuchverleger und -sammler (2014)
- Karl-Heinz Schleifer, Mikrobiologe (2006)
- Clemens Schmalstich, Komponist und Dirigent (1957)
- Herbert Schmalstieg, Oberbürgermeister von Hannover
- Clemens Schmeck, Mediziner und Umweltschützer (1982)
- Franz Schmedt, Journalist (2002)
- Günther Schmelzer, Brigadegeneral
- Senta Maria Schmid, Choreografin und Tänzerin
- Werner Schmid, Unternehmer und Politiker (CDU) (1982)
- Sonja Schmid-Burgk, Frauenrechtlerin, Historikerin, Autorin (1971)
- Christoph M. Schmidt, Volkswirt (2025)
- Helmut Schmidt, Sportfunktionär (2008)
- Hans Joachim Schmidt, Zahnarzt (1969)
- Karsten Schmidt, Rechtswissenschaftler (2006)
- Klaus Schmidt, Präsident des Landesarbeitsgerichtes RLP (2006)
- Klaus Louis Schmidt, Arzt (2007)
- Reinhard Schmidt, Bergbauingenieur (2017)
- Horst Schmidt-Böcking, Physiker (2009)
- Henriette Schmidt-Burkhardt, Unternehmerin und Mäzenin (2009)
- Wieland Schmied, Kunsthistoriker
- Adolf Schmitt (1973)
- Annegrit Schmitt, Landeskonservatorin (2004)
- Klaus-Peter Schmitz, Biomedizintechnik (2018)
- Richard Schmitz, Hotelier (2015)
- Christiane Schmullius, Geographin und Hochschullehrerin (2010)
- Peter Schnell, Unternehmer (2009)
- Siegmar von Schnurbein, Archäologe (2007)
- Peter Scholl-Latour, Journalist und Publizist (2006)
- Hans Schomburgk, Afrikaforscher (1956)
- Friedrich Schorlemmer, Theologe und Bürgerrechtler (2009)
- Hans Karl Schneider, Wirtschaftswissenschaftler (1970)
- Hermann Schneider, Weingärtner (1952)
- Volkmar Schneider, Rechtsmediziner (2005)
- Wolfgang Schneider, Kulturwissenschaftler (2018)
- Hermann Schoenauer, Pfarrer (2008)
- Helene Schoettle, Politikerin (SPD) (1983)
- Hermann Schoppe, Politiker (CDU) (1995)
- Erwin Schopper, Physiker (1984)
- Winfried Schrammek, Organist und Musikwissenschaftler (1999)
- Werner Schreiber, Politiker (2009)
- Ruth Schröck, Pflegewissenschaftlerin (2017)
- August Schröder, Landesarchivar
- Wolfgang Schröfel, Chorverbandsfunktionär (2017)
- Anna Maria Schulte, Sozialaktivistin (1965)
- Marianne Schultz-Hector, Politikerin (CDU) (1990)
- Dietrich Schulz, Unternehmer (1988)
- Martin Schulz, Politiker (2006)
- Werner Schulz, Politiker (2015)
- Hans-Eugen Schulze, Richter (2012)
- Ingo Schulze, Schriftsteller (2020)
- Friedrich-Carl Schultze-Rhonhof, Vorstandsvorsitzender die Stiftung Schlesien (2005)
- Albrecht Schultz, Manager (1984)
- Hermann Josef Schuster, Jurist (2011)
- Ekkehard Schumann, Jurist (1988)
- Erich Schumann, Verleger (2004)
- Jürgen Schumann, Pilot der entführten Lufthansa-Maschine „Landshut“ (posthum 1977)
- Walter Schunack, Pharmakologe, Mediziner und Hochschullehrer (2002)
- Josef Schürgers, Politiker (1980)
- Annemarie Schuster, Politikerin (1970)
- Dieter Schütte, Verleger (1992)
- Karl Schwab, Gewerkschafter (1980)
- Hans Schwalbach, Gewerkschaftsfunktionär und Politiker (SPD) (1980)
- Gesine Schwan, Politikwissenschaftlerin (1993)
- Gotthold Schwarz, Dirigent (2017)
- Heinz Schwarz, Politiker (1974)
- Alice Schwarzer, Journalistin (2005)
- Wolfgang Schwark, Hochschulrektor (2009)
- Hans-Hermann Schwede, Brigadegeneral (1995)
- Nikolaus Schweickart, Vorsitzender der Altana-Kultur-Stiftung (2007)
- Rosemarie von Schweitzer, Haushaltswissenschaftlerin (2003)
- Matthias Schwickerath, Botaniker (1960)
- Hansjörg Seeh, Kommunalpolitiker (SPD) (2017)
- Wolfgang Seel, Universitätskanzler (1980)
- Friedrich Seethaler, Verwaltungsbeamter und Kommunalpolitiker (1967)
- George Shefi, israelischer Holocaust-Überlebender (2024)
- Max Seither, Politiker (SPD) (1968)
- Ingeborg Seitz, Politikerin (CDU)
- Dieter Seitzer, Elektrotechniker (1988)
- Jutta Semler, Medizinerin (2005)
- Nasrin Siege, Kinderbuchautorin, Märchensammlerin und Entwicklungshelferin (2022)
- Ralph Siegel, Schlagerkomponist und Musikproduzent (1998)
- Hermann Sihler, Rechtsanwalt und Kommunalpolitiker
- Johannes Mario Simmel, Schriftsteller (2005)
- Hermann Simon, Historiker (2023)
- Ernst Simons, Religionspädagoge
- Hans-Werner Sinn, Ökonom (2005)
- Milan Sladek, Pantomime, Regisseur, Autor (2000)
- Peter Sodann, Schauspieler, Regisseur und Theaterintendant (2001)
- Paul Söding, Physiker (2001)
- Wilhelm-Peter Söhnges, Augenoptiker (1970)
- Horst-Dieter Solbrig, Generalstaatsanwalt (1989)
- Michael-Ezzo Solf, Politiker (2021)
- Kurt Wilhelm Söldner, Sozialverbandsfunktionär (1987)
- Inge Sollwedel, Politikerin (FDP) und Publizistin (1997)
- Tom Sommerlatte, Unternehmensberater und Maler (2005)
- Irmgard Sondergeld, Politikerin (CDU)
- Ludwig Sothmann, Natur- und Umweltschützer (2014)
- Franz-Josef Spalthoff, Manager (1984)
- Peter Spary, Lobbyist (1997)
- Erwin-Josef Speckmann, Neurophysiologe, Maler und Bildhauer (2011)
- Laurens Spethmann, Unternehmer (2005)
- Paul Spiegel, Vorsitzender des Zentralrat der Juden in Deutschland (1997)
- Karlheinz Spielmann, Jurist (1973)
- Tasso Springer, Physiker (1992)
- Monika Staab, Fußballtrainerin (2023)
- Johanna Stachel, Physikerin (2021)
- Robert Stadlhofer, General (1970)
- Georg Stadtmüller, Historiker und Byzantinist (1976)
- Hans Staehler, Agrarwissenschaftler (1965)
- Gunnar Stålsett, norwegischer Theologe und Politiker (2021)
- Klaus-Heinrich Standke, Wirtschaftswissenschaftler (1992)
- Ulrich Stechele, Politiker (1988)
- Anton Steer, Generalmajor (1994)
- Friedrich Stelzner, Chirurg und Hochschullehrer (1993)
- Werner Stephan, Polizeifeuerwerker (1952)
- Johannes Evangelist Stigler, Priester und Hochschullehrer (1955)
- Hans Gottfried von Stockhausen, Maler (1980)
- Karlheinz Stockhausen, Komponist (1974)
- Norbert Stoffels, Abt der Benediktinerabtei Neresheim (1996)
- Ernst-Wilhelm Stojan, Politiker (SPD) (1983)
- Peter Stoll, Forstmann und Naturschützer (1996)
- Michael Stolleis, Jurist und Hochschullehrer (2010)
- Reinhard Stollreiter, Chorleiter und Präsident des Chorverbandes Berlin (2006)
- Hans von Storch, Klimaforscher (2019)
- Hans Straden, Brigadegeneral (1972)
- Hendrik Streeck, Virologe (2025)
- Ekkehard Streletzki, Unternehmer und Hotelier (2023)
- Günter Strack, Schauspieler (1990)
- Heinrich Stratmann, Chemiker und Umweltbeamter (1980)
- Bodo-Eckehard Strauer, Kardiologe (2010)
- Edith Strumpf, Politikerin (2005)
- Christian Stückl, Theaterintendant und Regisseur (2023)
- Georg Stücklen, Politiker (SPD)
- Karl Stumpp, Ethnograf (1966)
- Dietmar Sturzbecher, Soziologe (2024)
- Fritz Süverkrüp, Unternehmer (2002)

## T
- Konrad Tack, Jurist (2019)
- Marie Tångeberg, Pädagogin und Autorin (2024)
- Reinhard Tausch, Psychologe (2002)
- Walter Tautschnig, Direktor der Wiener Sängerknaben (1962)
- Josef Tal, Komponist (1985)
- Hans Tenhaeff, Unternehmer (1952)
- Heinz Tetzner, Maler und Grafiker (1999)
- Katharina Thalbach, Regisseurin und Schauspielerin (2015)
- Olaf Thetter, Chirurg (2007)
- Katharina Thiersch, Denkmalpflegerin (2004)
- Ernst Thoms, Maler (1977)
- Ludwig Thürmer, Architekt (2000)
- Harro Tiedgen, Brigadegeneral (1973)
- Bassam Tibi, Politikwissenschaftler (1995)
- Walter Tokarski, Sportwissenschaftler (2015)
- Arnold Tölg, Politiker (1992)
- Walter Trapp, Pädagoge und Verbandsfunktionär (1994)
- Eugen Trapp (1952)
- Joachim Treusch, Physiker (1997)
- Käte van Tricht, Domorganistin und Musikpädagogin (1996)
- Georg Stefan Troller, Dokumentarfilmer und Schriftsteller (2002)
- Paul Troschke, Theologe und Kirchenstatistiker (1953)
- Klaus Trouet, Jurist, Stellvertretender Vorsitzender der Deutschen Stiftung Denkmalschutz (2008)
- Olaf Tschimpke, Naturschützer (2023)
- Klaus Tschira, Unternehmer (2009)
- Joachim Tzschaschel, Brigadegeneral und Nachrichtendienstmitarbeiter

## U
- Carl Wolmar Jakob von Uexküll, Stifter des „Alternativen Nobelpreises“ (2009)
- Wilhelm Uhlig, Künstler
- Otto Uhlitz, Politiker (1987)
- Klaus Ulbricht, Politiker (2010)
- Luise Ullrich, Schauspielerin (1973)
- Klaus Ulonska, Leichtathlet, Sportfunktionär und Politiker (2014)
- Udo Undeutsch, Psychologe (1982)
- Michael Ungethüm, Unternehmer (2002)

## V
- Caterina Valente, Sängerin und Schauspielerin (1968)
- Rose Valland, Kunsthistorikerin (1972)
- Erich Vaternahm, Zeitungsverleger (1956)
- Michael Vassiliadis, Gewerkschafter (2022)
- Marie Veit, Theologin (2003)
- Inge Velte, Politikerin (2007)
- Ludwig Vierthaler, Bildhauer (1960)
- Dieter Vieweger, Archäologe und Theologe (2017)
- Helen Vita, Chansonsängerin, Schauspielerin und Kabarettistin (2000)
- Jean Pierre Vité, Forstwissenschaftler (1988)
- Wolfgang Graf Vitzthum, Rechtswissenschaftler (2007)
- Gotthilf Vöhringer, Theologe (1952)
- Bernhard Vogel, Politiker (1956)
- Hans-Dieter Vogel, politischer Beamter (1990)
- Robert Vogel, Unternehmer und Politiker (FDP) (1994)
- Hanns Vogl, Brigadegeneral (1979)
- Jan Vogler, Cellist (2021)
- Karl Vogt, Landrat (1979)
- Berti Vogts, Fußballtrainer (1996)
- Christa Vossschulte, Politikerin (CDU) (2024)
- Karl-Heinz Vosteen, Mediziner, Ehrenpräsident der AWMF (2006)

## W
- Otto Waalkes, Komiker (2018)
- Emil Wachter, Maler und Bildhauer (1996)
- Albrecht Wagner, Physiker (2006)
- Erika Wagner, Politikerin (1995)
- Fritz Wagnerberger, Skirennläufer und Präsident des Deutschen Skiverbandes
- Wolfgang Wahlster, Informatiker (2006)
- Friedrich Waldow, Gehörlosenaktivist (1981)
- Enno Walter, Brigadegeneral (1988)
- Fritz Walter, Sportfunktionär (1970)
- Hans-Albert Walter, Literaturwissenschaftler (2007)
- Otto Wanner (1919–2004), Bürgermeister von Füssen und Eishockeyfunktionär (1984),
- Josef Weber, Politiker (CDU) (1990)
- Heinz Wegener, Politiker (SPD) (1973)
- Greta Wehner, deutsche Sozialdemokratin (2010)
- Paul Wehrle, Musikpädagoge (1988)
- Kurt Weidemann, Graphikdesigner und Typograph (1996)
- Eugen Weiler, Pfarrer, Gerechter unter den Völkern (1973)
- Karl Weingärtner, Historiker, Hochschullehrer und Politiker (SPD) (1996)
- Manfred Weinmann, Oberbürgermeister von Heilbronn (1999)
- Leon Weintraub, Holocaust-Überlebender (2024)
- Cornelius Weiss, Chemiker, Hochschullehrer und Politiker (SPD) (1999)
- Gerald Weiß, Politiker (2012)
- Konrad Weiß, Politiker, Bürgerrechtler, Regisseur (1995)
- Jürgen Weitkamp, Zahnarzt und Kammerfunktionär (2010)
- Arno Wend, Politiker (SPD) und Opfer politischer Verfolgung (1971)
- Brunhild Wendel, Politikerin (SPD) (1981)
- Eberhard Werdin, Komponist und Musikpädagoge (1986)
- Fritz Werner, Kirchenmusiker und Komponist (1973)
- Götz Werner, Unternehmer (2008)
- Sabine Werth, Mitbegründerin der Berliner Tafel (2023)
- Renate Werwigk-Schneider, Medizinerin und Opfer der SED-Diktatur (2025)
- Engelbert Westkämper, Ingenieur und Hochschullehrer (2006)
- Karl-August Wetjen, Verfahrenstechniker und Industriemanager (1985)
- Adolf Wicht, Brigadegeneral der Reserve (1968)
- Ulrich Wickert, Journalist und Autor (2016)
- Gerhard Widder, Bürgermeister von Mannheim (2007)
- Rüdiger Hermann Wiechers, Bankmanager (2005)
- Lothar H. Wieler, Tiermediziner, Präsident des Robert-Koch-Instituts (2024)
- Herbert Wilhelmy, Geograph (1980)
- Lothar Wilhelmy, Förderer von Wissenschaft und Kultur (2017)
- Otto Wiesheu, Vorstand Deutsche Bahn AG (2005)
- Rosemarie Wilcken, Politikerin, Bürgermeisterin von Wismar (2010)
- Horst Wildemann, Wirtschaftswissenschaftler und Hochschullehrer (2001)
- Klaus Wilms, Mediziner und Hochschullehrer (1999)
- Robert Wilson, US-amerikanischer Regisseur
- Bernd Wilz, Politiker (CDU) (1990)
- Ignatz Wimmer, Unternehmer (1988)
- Heinrich August Winkler, Historiker (2005)
- Bernhard Winter, Maler und Grafiker (1956)
- Paul Winter, Komponist (1966)
- Margret Wintermantel, Sozialpsychologin und Hochschullehrerin (2009)
- Ferdinand Wippermann, Pädagoge und Linguist (1966)
- Arnold Wirtgen, Militärhistoriker
- Klaus Wirth, Präsident des Bundesverbandes des Deutschen Versandhandels (2002)
- Tiny Wirtz, Pianistin, Klavierpädagogin und Hochschullehrerin (2000)
- Claus Wisser, Unternehmer und Kunstmäzen (2022)
- Helmut Witt, Radiologe und Hochschullehrer (1992)
- Eberhard Witte, Wirtschaftswissenschaftler (1996)
- Herta-Maria Witzemann, Innenarchitektin (1985)
- Willy Wobst, Forstwirtschaftler und Hochschullehrer (1962)
- Albrecht Woeste, Unternehmer und Sportfunktionär (1992)
- Lia Wöhr, Schauspielerin, Regisseurin, Tänzerin, Sängerin und Fernsehproduzentin (1982)
- Kurt Wölcken, Professor, Geophysiker und Polarforscher (1984)
- Gerd Wolf, Physiker und Hochschullehrer (2005)
- Heinrich Wolff, Jurist und Politiker (1972)
- Johannes Wolff, Theologe (1952)
- William Wolff, Rabbiner (2007)
- Erna Woll, Komponistin (1999)
- Christiane Woopen, Medizinethikerin (2019)
- Eduard Wörmann, Pfarrer (1994)
- Johann-Dietrich Wörner, Bauingenieur, Hochschullehrer und Raumfahrtmanager (2016)
- Michael Wunder, Psychologe und Psychotherapeut (2018)
- Martin Wurm, Politiker (CDU) (1979)

## Y
- Wolfgang-Ernst Fürst zu Ysenburg und Büdingen, Verbandsfunktionär (2001)

## Z
- Günter Zabel, Politiker (1991)
- Edgar Zais, Jurist (1955)
- Frank Zander, Musiker (2022)
- Hermann Zapf, Schriftkünstler, Typograf und Kalligraf (2010)
- Bernhard Zeller, Literaturhistoriker und Archivar
- Herbert Zeman, österreichischer Literatur- und Sprachwissenschaftler und Sänger
- Gisela Zenz, Rechtswissenschaftlerin und Psychologin (2013)
- Walter J. Zielniok, Behindertenpädagoge und Gründer eines Hilfswerks (1997)
- Josef Zilch, Dirigent und Komponist (1991)
- Hans Zimmer, Filmkomponist und Musikproduzent (2018)
- Bernhard Zimmermann, katholischer Priester und Gründer eines Hilfswerks (1954)
- Eduard Zimmermann, Fernsehmoderator und Sicherheitsexperte (1986)
- Erich Zimmermann, Schiffsbauingenieur und Politiker (DP) (1962)
- Stefan Zimmermann, Jurist (2015)
- Peter Zink, Gewerkschaftsfunktionär und Politiker (SPD) (1971)
- Franz Zobel, Stadtschulrat (1960)
- Dietmar Zoedler, Urologe (1982)
- Hans Zollner, Verbandsfunktionär (1983)
- Jürgen Zöllner, Politiker (2012)
- Rolf Zuckowski, Musiker (2018)
- Ernst-Günther Zumach, Politiker, Oberbürgermeister von Ansbach
- Wolf von Zworowsky, Politiker (1978)